# Уманець Семен Федорович
Семен Федорович Уманець — представник глухівсько-ніжинської династії Уманців, Глухівський сотник (1760—1767), писар сотенний Глухівський (1755—1760).

## Життєпис
Семен Уманець з 1755 року працював в уряді Глухівської сотні: спочатку до 1760 року писарем, а потім сім років (до 1767 року) — Глухівським сотником. 1785 року він у чині надвірного радника став економії директором Новгород-Сіверського намісництва, змінивши на цій посаді полковника Осипа Степановича Судієнка. Цю посаду Семен Уманець обіймав до 1793 року. Того ж року йому був наданий чин колезького радника, що відповідало військовому чину полковника.
У Семена Федоровича у Глухові, Землянці та на хуторі Процівка було 129 душ обох статей. Сам він проживав у Глухові у слободі Веригінській, а з середини 1780-х років — у Новгород-Сіверську. У Студенці він також мав володіння.

## Родина
У Семена Федоровича та Марії Федорівни було 7 синів та 7 дочок (зокрема, офіцери Микола (1761 — ?) та Андрій (1762—1828). Всі діти народилися у Глухові. Одна з дочок Пелагея Семенівна стала дружиною воргольського поміщика Степана Антоновича Миклашевського.